# Tartesszoszi nyelv
A tartesszoszi vagy turdetán nyelv megfejtetlen ókori kihalt nyelv (vagy nyelvek), amelyet az Ibériai-félsziget legdélebbi részén beszéltek, és az úgynevezett tartesszoszi civilizációval hozzák összefüggésbe. Emlékét 70 kőbe vésett felirat őrzi főként Dél-Portugáliában, valamint elszórtan a spanyolországi Andalúzia és Extremadura területein. A feliratok keletkezésének ideje vitatott, valószínűleg a Kr. e. 7. század környékére tehetőek. Maga a nyelv elnevezése is egyezményes: Hérodotoszra vezethető vissza, aki erős és gazdag „Tartesszosz Királyság”-ról számolt be a Kr. e. 6. századi Guadalquivir torkolatában, azonban e nyelvemlékeknek a valódi királysággal való összefüggése nem bizonyított, mivel még az sem biztos, hogy egyáltalán létezett-e valójában ilyen város vagy királyság.
Sztrabón, a görög földrajztudós szerint a „turdetánok” – a tartesszosziak feltételezett leszármazottjai, a rómaiak ugyanis a területet Turdetaniának nevezték; valószínű, hogy mindkét név ugyanabból a tőből származik – nyelve a félsziget összes többi népének nyelvétől különbözött, és „ők voltak az ibérek közül a legműveltebbek”. Ebből feltételezhető, hogy a nyelvük, bár eltérő volt az ibértől, talán vele állhatott rokonságban.

## A talált feliratok
A ránk maradt feliratok rendeltetése és a szövegek jelentése még ismeretlen. Az ibér írás egyik változatát használták, míg a másik kettőt az ibér, illetve a keltibér nyelvű feliratokon alkalmazták, amelyek a tartesszoszitól eltérő nyelvek voltak.
A leghosszabb szöveg 74, a legrövidebb pedig 13 írásjelből áll (néhány példa: NARKENTI, UARBAN, BARE, OOROIR, SOLOIR, UURSAR, ARKUIOR, TIRTOS, AKOLIOS, ROKOLION stb.). Vannak bizonyos, hasonló szóalakok (pl. NARKENTI, NARKENII, NARKENAI, NARKEN), amelyben némely kutató indoeurópai nyelvű ragozott alakokat vélt felfedezni, azonban további – mondattani jellegű – bizonyítékok hiányában érdemi következtetések nem vonhatóak le. Az indoeurópai jellegű személynevek (pl. AKOLIOS, TIRTOS) kisebbségben vannak a teljesen más típusú személynévszerű alakokhoz képest; a nyelvterületre vonatkozó későbbi, latin forrásokból származó adatok pedig csekély számúak és ellentmondásosak. A hely- és személynevekben megkülönböztethető egy indoeurópai, valamint egy attól eltérő, ismeretlen réteg is. (A képen egy tartesszoszi kőfelirat reprodukciója látható Portugália területéről, amelyet ma a Figueira da Foz-i városi múzeumban őriznek.)